# 束葚孢属
束葚孢属（学名：Morrisiella）是刺球壳科的一属。

## 下属物种
本属包括以下物种：
- 印度束葚孢 Morrisiella indica Saikia & A.K.Sarbhoy